# Dann Battistone
Dann Battistone (* 4. Oktober 1976 in Santa Barbara, Kalifornien) ist ein ehemaliger US-amerikanischer Tennisspieler.

## Karriere
Battistone schloss 1995 die High School ab und begann ein Studium an der Boise State University. Später studierte er auch an der Brigham Young University, wo er zudem im College Tennis als Trainer und Spieler aktiv war.
Ab 1998 spielte er erste Turniere der ITF Future Tour. Er spielte in den Jahren 2000 bis 2002 und 2004 bis 2007 kein Turnier. In dieser Zeit war er unter anderem mit seinem Bruder Brian in Brasilien als mormonischer Missionar tätig. Seine beste Platzierung bis dahin war ein 842. Rang im Doppel.
Im September 2007 kehrte er auf die Profitour zurück. Während er im Einzel lediglich ein Hauptrundenmatch in seiner Karriere gewinnen konnte und nie in der Weltrangliste geführt wurde, war er im Doppel erfolgreicher. Er spielte nach seiner Rückkehr bis auf zwei Ausnahmen nur mit seinem Bruder als Partner. 2007 gewann er seinen ersten und einzigen Future-Titel. Durch kleinere Erfolge auf der ATP Challenger Tour konnte er sich in der Weltrangliste stetig nach oben arbeiten. 2008 erhielt das Brüderpaar in Newport eine Wildcard für das Doppelfeld und er feierte sein Debüt auf der ATP World Tour. Sie verloren, wie kurze Zeit später in Indianapolis und New Haven ihre Auftaktpartien und schieden jeweils in der ersten Runde aus. Seinen ersten Challenger-Titel gewann er im Oktober des Jahres in Sacramento. Im Finale setzten sie sich gegen John Isner und Rajeev Ram in drei Sätzen durch.
Im April 2009 erreichte er mit dem 177. Rang seinen Karrierebestwert. Im November des Jahres gewann er in Champaign seinen zweiten Doppeltitel auf der Challenger Tour. Sie besiegten dabei sowohl das topgesetzte Duo David Martin und Rajeev Ram im Viertelfinale als auch die zweitgesetzten Treat Huey und Harsh Mankad im Finale. Im Februar 2010 beendete er nach einer Erstrundenniederlage in Dallas seine Profikarriere.

## Besonderheiten
Außergewöhnlich ist der Tennisschläger, den Dann Battistone und sein Bruder Brian seit ihrem Comeback im Jahr 2007 nutzten. Dieser von Lionel Burt entwickelte „The Natural“ genannte Schläger hat zwei Griffe, für jede Hand einen. Battistone kann damit sowohl beidhändige Vor- als auch Rückhände spielen, je nach Spielsituation aber auch einhändig mit der rechten oder auch mit der linken Hand den Ball schlagen. Dieser Schlägertyp wurde von der ITF genehmigt, was sich Battistone extra per Zertifikat bestätigen ließ, um kritische Gegner oder Schiedsrichter von der Legalität überzeugen zu können.

## Erfolge
| Legende (Anzahl der Siege)  |
| Grand Slam                  |
| ATP World Tour Finals       |
| ATP World Tour Masters 1000 |
| ATP World Tour 500          |
| ATP World Tour 250          |
| ATP Challenger Tour (2)     |

### Doppel

#### Turniersiege
| Nr. | Datum             | Turnier    | Belag         | Partner          | Finalgegner             | Ergebnis         |
| --- | ----------------- | ---------- | ------------- | ---------------- | ----------------------- | ---------------- |
| 1.  | 12. Oktober 2008  | Sacramento | Hartplatz     | Brian Battistone | John Isner Rajeev Ram   | 1:6, 6:3, [10:4] |
| 2.  | 21. November 2009 | Champaign  | Hartplatz (i) | Brian Battistone | Treat Huey Harsh Mankad | 7:5, 7:65        |